# Clausura algebraica
En álgebra, la clausura algebraica (o cierre algebraico, del inglés algebraic closure) de un cuerpo {\displaystyle K} es la extensión algebraica más pequeña de {\displaystyle K} que es algebraicamente cerrada. Es una de las muchas complexiones que existen en matemáticas.
Usando el Lema de Zorn, puede probarse que todo cuerpo tiene una clausura algebraica, y que la clausura algebraica de un cuerpo {\displaystyle K} es única salvo un isomorfismo que fija cada miembro de {\displaystyle K}. Por esta unicidad esencial, a menudo hablamos de la clausura algebraica de {\displaystyle K}, más que de una clausura algebraica de {\displaystyle K}.
La clausura algebraica de un cuerpo {\displaystyle K} puede pensarse como la mayor extensión algebraica de {\displaystyle K}.
Para ver esto, nótese que si {\displaystyle L} es cualquier extensión algebraica de {\displaystyle K}, entonces la clausura algebraica de {\displaystyle L} es claramente también clausura algebraica de {\displaystyle K}, y así {\displaystyle L} está contenida en la clausura algebraica de {\displaystyle K}.
La clausura algebraica de {\displaystyle K} es también el cuerpo algebraicamente cerrado más pequeño que contiene a {\displaystyle K}, ya que si {\displaystyle M} es cualquier cuerpo algebraicamente cerrado que contiene a {\displaystyle K}, entonces los elementos de {\displaystyle M} que son algebraicos sobre {\displaystyle K} forman la clausura algebraica de {\displaystyle K}.
La clausura algebraica de un cuerpo {\displaystyle K} tiene la misma cardinalidad que {\displaystyle K} si {\displaystyle K} es infinito, y es infinito numerable si {\displaystyle K} es finito.
En el caso del cuerpo {\displaystyle \mathbb {R} } de los números reales, su clausura algebraica es el cuerpo de los números complejos, {\displaystyle \mathbb {C} }. En el caso del cuerpo de los números racionales {\displaystyle \mathbb {Q} }, su clausura algebraica es un subcuerpo de los números complejos, llamado el cuerpo de los números algebraicos y denotado habitualmente por {\displaystyle \mathbb {A} }.

## Ejemplos
- El Teorema fundamental del álgebra dice que la clausura algebraica del cuerpo de los números reales es el cuerpo de los números complejos.
- La clausura algebraica de los números racionales es el cuerpo de los números algebraicos.
- Existen muchos cuerpos algebraicamente cerrados numerables en los números complejos, y contienen estrictamente al cuerpo de los números algebraicos; son las clausura algebraicas de las extensiones trascendentales de los números racionales.
- Para un cuerpo finito de orden primo {\displaystyle p}, la clausura algebraica es un cuerpo infinito numerable que contiene una copia del cuerpo de orden {\displaystyle p^{n}} para cada entero {\displaystyle n} positivo (y de hecho es la unión de dichas copias).

## Significado
La importancia de la clausura algebraica reside en encontrar los ceros de polinomios. En la clausura algebraica, cada polinomio tiene exactamente {\displaystyle n} ceros. Sin embargo, no se dice nada sobre cómo se pueden encontrar específicamente.